# Sumitomo Group
Sumitomo (Japans: 住友) werd opgericht in Japan op het einde van de zestiende eeuw, waar het begon als een klein familiebedrijf. Het werd voornamelijk bekend dankzij de kopersmelterij. Langzaamaan groeide het bedrijf en begon het zich te engageren in andere domeinen van de economie, tot het als de Sumitomo Group (Japans: 住友グループ) uiteindelijk uitgroeide tot een van de grootste zaibatsu.

## Oprichting
Rond 1615 opende oud-boeddhistisch priester Masatomo Sumitomo in Kyoto een boekhandel. Zijn zaak wordt gezien als de basis van de Sumitomo Groep, maar het bedrijf won aan bekendheid na toevoeging van een kopersmelterij.
Riemon Soga, Masamoto Sumitomo’s schoonbroer, werkte rond 1590 in een kopersmelterij. Daar leerde hij hoe men goud en zilver uit koper kon halen, door middel van lood. Dankzij deze ontdekking kende hij veel succes en verdiende goed.
Riemon’s zoon Rihei Tomomochi opende omstreeks 1630 in Ōsaka een klein bedrijfje. Hij had het kopersmelttalent van zijn vader geërfd. Daarbij bezat hij een kopermijn, ruilde koper, en importeerde buitenlandse goederen (waaronder stoffen doeken, suiker, medicijnen, en andere grondstoffen). Later opende hij ook een wisselkantoor, maar zijn handel stopte na 1741.
Vervolgens werd Tomomochi opgevolgd door Tomonobu. Deze laatste was vooral bekend vanwege zijn betrokkenheid in de Yoshioka mijn in Bitchu (gelegen in het Okayama prefectuur). In 1690 werd de kopermijn van Besshi ontdekt. Dit vergrootte de rijkdom van de familie en bijgevolg die van het bedrijf. In 1762 nam het bedrijf de Tachikawa kopermijn over.
Gedurende de Tokugawa periode opende het bedrijf 120 mijnen. Het was in die tijd veruit de grootste binnen de koperhandel.

## Geschiedenis

### Van Meiji restauratie tot uitbreken WOI
Bij het begin van de Meiji restauratie werd de Besshi mijn geconfisqueerd door de leenheer van Tosa. Dit maakte dat de mijn voortaan ten dienste van het shōgunaat stond en het bedrijf in crisis belandde. Het geld dat op deze manier naar de daimyō doorstroomde, kon na het opbreken van het shōgunaat niet teruggevorderd worden.
Dankzij de inspanningen van Saihei Hirose verkreeg Sumitomo de toestemming om alvast tijdelijk het werk in de mijn verder te zetten. De wetten die door de nieuwe regering opgesteld werden met betrekking tot de mijnbewerking, zorgden ervoor dat Sumitomo zonder problemen verder kon blijven werken.
Om de crisis te overleven, concentreerde men zich vooral op de mijn van Besshi. Sumitomo had in deze tijd echter geen beschikking over moderne technieken om de mijn te bewerken, waardoor ze niet verder konden ontwikkelen. Buitenlandse ingenieurs werden door de Meiji regering uitgenodigd om te assisteren in de verdere ontwikkeling van de mijnbouw. Toen Sumitomo de mogelijkheid kreeg om een buitenlands ingenieur in dienst te nemen, kozen ze voor de Fransman L. François Coigny. Deze samenwerking werd mee mogelijk gemaakt dankzij de relaties met Lilienthal Cooperation in Frankrijk, waarmee Sumitomo koper uitwisselde.
Op advies van Coigny moderniseerde Sumitomo hun technieken. Dit leidde tot de exploitatie van nieuwe, moderne raffinaderijen, het aanleggen van nieuwe wegen, en het aanschaffen van moderne machines. Deze vernieuwen loonden ook: de productie verhoogde van 360 à 420 ton in de vroege Meiji jaren, naar 2022 ton in 1890.
Hoewel Sumitomo zich voornamelijk concentreerde op de Besshi mijn, breidden ze hun aandacht ook uit naar andere takken van de industrie. Bosbouw was belangrijk voor de levering van hout voor de stutpalen die gebruikt werden in de mijnen; steenkoolmijnen hielden belang als leveraar voor de raffinaderijen. De uitstootgassen van het Shisakajima smeltbedrijf dat bij de Besshi mijn gevestigd was, vervuilden de lucht. Daardoor wilde het bedrijf overstappen op de productie van kunstfosfaat met gebruik van zwavelzuur.
In 1873 ging het bedrijf opnieuw zakelijke transacties aan in Tomishima-cho te Ōsaka. Sumitomo had het geld uit deze transacties nodig om hun eerdere financiële problemen te overwinnen. Deze transacties leidden tot de oprichting van een bank in 1895. In 1912 werd deze bank ten slotte een aparte zijtak van de Sumitomo-groep, namelijk Sumitomo Bank Ltd. Tegen 1903 had de bank vestigingen opgericht, verspreid over Londen en verschillende andere steden en Europa en Amerika. Hiermee was het een pionier in de overzeese expansie.
In 1904 werd er voor het eerst gebruikgemaakt van hydry-elektriciteit, en in 1913 richtte Sumitomo een volgende zijtak op: Fertilizer Plant, wat zou uitgroeien tot het latere Sumitomo Chemical.

### WOI en de naoorlogse periode
Conglomeraten werden opgericht in verschillende domeinen van de economische wereld. Enkele voorbeelden hiervan waren: Steel Works Ltd., Tosa Yoshinogawa River Hydroelectric Power Plant, en Steel Tube and Copper Works Ltd. Na de Eerste Wereldoorlog startte Sumitomo Steel Works met de productie van KS magneetstaal, stalen banden, en andere delen waarmee ze meewerkten aan de ontwikkeling van treinwagons.
In de chemische industrie was Sumitomo Fertilizer Plant verantwoordelijk voor 12% van de productie van kunstmeststoffen. Nippon Sheet Glass Company Ltd. - waar Sumitomo ook mee samenwerkte - deelde de thuismarkt met Asahi Glass Company op het gebied van vlakglas.
In 1918 sloot Sumitomo, samen met Mitsubishi, een samenwerkingscontract met Libbey-Owens Sheet Glass Corporation[3]. Daarbij richtte deze laatste ook Nichibei Sheet Glass Corporation Ltd. op. Het bedrijf verviel echter in financiële problemen, en in 1922 ging Sumitomo akkoord om het management over te nemen. De naam veranderde later nog in Nippon Sheet Glass Corporation Ltd.
Sumitomo Electric Wire and Cable Works ondertekende in 1920 een contract met de International western Electric Corporation, en het verwante Nippon Electric Company Ltd. Dit contract handelde over de samenwerking tussen deze bedrijven op vlak van kapitaal en technieken. Het stelde Sumitomo in staat om meer geavanceerde methodes te introduceren voor de fabricatie van communicatiekabels. Beide bedrijven bleven nauw verbonden sinds 1920, onder andere dankzij de uitwisseling van aandelen.
In hetzelfde jaar kocht Sumitomo een deel van de aandelen van Nippon Electric Company over van International Western Electric Corporation. Daarbij werden vertegenwoordigers van Sumitomo benoemd als bestuurders van Nippon Electric Company.
In het financiële domein richtte Sumitomo in 1925 Sumitomo Trust Company Ltd. en Sumitomo Life Insurance Company Ltd. op. De hoofdkantoren werden gereorganiseerd in gelimiteerde vennootschappen, waardoor het banto systeem in gebruik genomen werd. Bedrijven die eerder verwant waren aan Sumitomo werden nu onder directe controle van Sumitomo Gōshi-Kaisha geplaatst. Dit telde in 1928 dertien bedrijven. Gōshi-Kaisha trad in de eerste plaats op als centrale orgaan dat de vooruitgang van deze verwante bedrijven coördineerde en over hun productverkoop handelde. Daarbij stonden ze in voor het management van de steenkoolmijnen van Kōnomai, Ōgayu, en Takane. In 1930 fuseerde de Sumitomo Ban steenkoolmijn (in Hokkaidō) met de Sumitomo Kyūshū mijn en vormden ze de Sumitomo Coal Mining Company Ltd.
Sumitomo Metal Industries Ltd. sloot in 1931 een overeenkomst met Aluminium Ltd., met als doel de eigen productie van aluminiumfolie. Deze overeenkomst bestond uit een gezamenlijke investering door de twee bedrijven, dit in de vorm van het nieuw opgerichte Sumitomo Aluminium Company Ltd.

### Van wereld recessie tot uitbreken WOII
De Japanse economie was gericht op natuurlijke verdediging. Dit kwam tot uiting in de grote ontwikkeling die industrieën gerelateerd aan defensie doormaakten.
Op de herhaaldelijke vraag om de prodcutie te verhogen, besloot Sumitomo zijn aandacht te verleggen van mijnbouw naar zware industrie. Daarbij breidden ze hun activiteiten uit tot in het Manstjoerijnse gebied. Sumitomo kon echter op dat ogenblik niet de gevraagde hoeveelheid geld op tafel leggen om deze uitbreidingen uit te voeren.
In 1934 veranderde Fertilizer Works van naam, en stond voortaan bekend onder Chemical Company Ltd. Deze verandering kwam er nadat het zijn kapitaal had kunnen verdubbelen tot 20 miljoen yen. In diezelfde periode begon het bedrijf te werken met ammonium derivaten, en focuste het op de aanstelling van meerdere directies.
Deze Chemical Company was in 1938 de eerste van verschillende andere bedrijven die hun aandelen aanboden voor publieke consumptie. Dit zorgde ervoor dat het geld nodig voor de uitbreidingen van Sumitomo toch verzameld werd. Niihama Works fuseerde met de Besshi mijn, waardoor deze onafhankelijk werden. De naam werd later veranderd naar Sumitomo Machinery Corporation Ltd.
In 1934 werden Sumitomo Aluminium Reduction Corporation Ltd. en Manchuria Sumitomo Steel Tube Corporation Ltd. opgericht. Het doel van dit eerste was het vervaardigen van aluminium uit inheems ruw materiaal. Dit proces startte in 1936, met aluminium geleverd door Sumitomo Chemical Company.
Sumitomo Metal Industries Ltd. ontstond in 1935 door de fusie van Sumitomo Steel Tube and Copper Works met Sumitomo Steel Works. Het had een kapitaal van 50 miljoen yen. Bij de start bestond het bedrijf uit drie afdelingen; koper rollen, het maken van staal, en de creatie van stalen buizen. De afdeling verantwoordelijk voor het koper rollen breidde zich uit tot de fabricatie van metalen vliegtuigpropellers. Het slaagde erin om extra super duraluminium te creëren. De afdeling die instond voor het maken van staal, produceerde onder andere verschillende gelegeerde staalsoorten.
De uitbreiding van de afdelingen was in die tijd heel opmerkelijk. Om de nodige uitgaven tegemoet te komen, besloot Sumitomo Gōshi-Kaisha in oktober 1935 een deel van de aandelen van Sumitomo Metal Industries Ltd. te verkopen aan instanties die nauw verbonden waren met Sumitomo. Als gevolg hiervan verdubbelde het kapitaal in februari 1937 tot 100 miljoen yen.
In maart 1937 reorganiseerde Sumitomo Gōshi-Kaisha tot Sumitomo Honsha Ltd. Deze reorganisatie werd doorgevoerd op advies van andere grote bedrijven om de sociale en politieke situatie die er heerste na het Mantsjoerije-incident op te vangen. Aan het hoofd van Honsha stond Kichizaemon Sumitomo. Hij bezat op dat moment meer dan 98% van de aandelen van Sumitomo. Bestuurders van Honsha waren ofwel eerder reeds bestuurder van verwante bedrijven, of ze waren doorverwezen om de leiding over het management in sommige bedrijven over te nemen. Masatsune Ogura bekleedde als Chief Executive Director van Honsha de hoogste post. Hij was daarbij voorzitter van alle raden van bestuur van verwante bedrijven, met als enige uitzondering Sumitomo Bank. De hele organisatie centraliseerde zich bijgevolg rond Honsha.
De resultaten die verschillende verwante bedrijven van Sumitomo in deze periode boekten, waren opmerkelijk. In maart 1937 verdubbelde Sumitomo Chemical Company zijn kapitaal tot 40 miljoen yen, en in april van datzelde jaar fuseerde de kopermijn van Besshi met Sumitomo Coal Mining Company. Zij vormden samen Sumitomo Mining Company Ltd. met een kapitaal van 27 miljoen yen. In juni verdubbelde ook Sumitomo Electric Wire and Cable Works zijn kapitaal tot 30 miljoen yen. Nippon Electric Company verhoogde in maart 1938 zijn kapitaal van 12.5 naar 30 miljoen yen. De overzeese reputatie van Sumitomo producten steeg geleidelijk aan, en Sumitomo behield zijn relaties met bevriende bedrijven in het buitenland. In 1937 aanvaardde Sumitomo Electric Wire and Cable Works de opdracht om kabels te installeren in het Panama Kanaal, op aanvraag van de American Cable Company Incorporation.
Met betrekking tot samenwerking met buitenlandse bedrijven vertrouwde International Standard Electric Corporation het management van Nippon Electric Compnay toe aan Sumitomo. De nauwe relaties tussen Sumitomo Electric Wire and Cable Works en International Standard Electric Corporation werden behouden. Deze laatste bezat 600.000 van hun aandelen, ofwel 20.016% van het geheel. Ook hadden ze een bestuurder in de directie van Sumitomo Electric Wire and Cable Works zetelen.
Rond 1930 kocht Sumitomo Metal Industries Ltd. buitenlands materiaal over van Edgewater Steel Corporation, met wiens medewerking het bedrijf spoorwegmateriaal leverde voor Japan en Mantsjoerije. In 1939 kocht het machines over van Nakajima Aircraft Company om Hamilton propellers te maken met de toestemming van Hamilton Standard Propellers Division of United Aircraft Corporation. Daarbij verkreeg het bedrijf ook een licentie om controleerbare schroeven te maken. Na het uitbreken van de Tweede Wereldoorlog raakten te internationale relaties in verval. Buitenlandse bestuurders van de directie van Sumitomo Aluminium Reduction Corporation, Nippon Sheet Glass Corporation, en andere bedrijven namen hierop ontslag, wat Sumitomo de kans gaf de leiding over te nemen. Tegelijkertijd ging Sumitomo ook deel uitmaken van de directie van Teikoku Compressed Gas Company Ltd.
Als resultaat van de extensieve uitbreidingen die in de meeste afdelingen van Sumitomo bedrijven doorgevoerd werden vanaf 1937, zouden de nodige fondsen voor verwante bedrijven in de daaropvolgende jaren tussen de 200 en 250 miljoen yen bedragen. Dit bleek ook het geval te zijn. De hoeveelheid fondsen die van buitenaf binnenkwamen nam toe door de verhogen van het kapitaal en het aanhalen van banden. Sumitomo’s afhankelijkheid van nationale fondsen nam wel toe, onder meer door de vooruitgang van economische controle.
Met de expansie van de productiekracht, en de verandering in financiële bronnen, moest de organisatie aangepast worden. Japan kende een pseudo-oorlog situatie en de nationale economie werd door de staat gecontroleerd, waardoor men het raadzaam achtte dat de bedrijven op eigen initiatief verder zouden gaan. Beginnende met Sumitomo Metal Industries in oktober 1941 kregen Chemical Company, Mining Company Ltd., de Sumitomo Bank, en vele andere direct gecontroleerde bedrijven de toestemming om onafhankelijk hun hoofd van bestuur te kiezen.

### Van WOII tot huidige tijd
In deze periode volgde Sumitomo - net als alle andere grote bedrijven - het nationale beleid van de uitbreiding van de zware industrie. Dit beleid bezorgde een grote vooruitgang in dat veld.
Door de sterke concentratie op zware industrie, werd duidelijk hoe goed verwante bedrijven ervoor staan. Uit al deze verwante bedrijven toonde Sumitomo Metal Industries Ltd. de grootste vooruitgang. In tien jaar tijd vergrootte het zijn kapitaal van 50 miljoen naar 419 miljoen yen, met een totale activa van 2337 miljoen yen. Op het einde van de oorlog, was het bedrijf verantwoordelijk voor 30% van Japan’s nationale productie van licht metaal en legering. Het werd een van de grootste industriële bedrijven in het land.
Hoewel de productie van sommige grondstoffen werd teruggeschroefd, maakte Sumitomo Chemical Company dat verlies goed door de uitvoer van andere producten (als salpeterzuur en methanol) te verhogen. In 1944 nam dit bedrijf de Japan Dyestuffs Manufacturing Company over, en het bijkomende kapitaal verhoogde van 27 miljoen in 1937 naar 99 miljoen yen in 1945. Sumitomo Aluminum Reduction Company overhandigde zijn gehele productie aan Sumitomo Chemical Company nadat de oorlog was beëindigd.
In de productie van koper en andere non-ferrometalen, zoals steenkool, wist Sumitomo Mining Company de eerste plaats te verzekeren. In 1939 behield Sumitomo Electric Wire and Cable Works een dominante positie in de productie van elektrische draden, kabels, en gecementeerde harde legering. Zijn kapitaal steeg van 22,5 miljoen in 1937 naar 86,5 miljoen yen op het einde van de oorlog.
In februari 1943 veranderde Nippon Electric Company zijn naam in Sumitomo Communication Industrial Company. Met een kapitaal van 150 miljoen yen werd het het grootste bedrijf op vlak van elektrische communicatiemiddelen, met ongeveer 40% van de Japanse productie.
In de financiële sector was Sumitomo Bank het meest opmerkelijk. Deze was een van de Grote Zes. Tussen december 1941 en september 1945 werden de deposito’s en leningen elk respectievelijk 3,50 en 4,20 keer zo groot als voordien.
De activiteiten van alle verschillende Sumitomo bedrijven breidden zich in de oorlogsperiode ook uit naar Korea en Mantsjoerije. Sumitomo Light Metals Ltd. Werd in december 1943 opgericht in Korea, gevolgd door Antung Light Metals Ltd. in april 1944.
Simultaan met de ontwikkelingen van zijn verwante bedrijven, verdubbelde Sumitomo Honsha zijn kapitaal naar 300 miljoen yen in 1945. Daarbij vermeerderde het aantal bedrijven van 40, met 574 miljoen yen opgelegd kapitaal in 1941, naar 135 bedrijven in 1946. Sinds de tijd van Sumitomo So-Honten was de ruil toevertrouwd geweest aan de verkoopafdeling. Transacties waren echter gelimiteerd tot de productverkoop van verwante bedrijven, waardoor er dus geen problemen waren met de restrictie op ruilactiviteiten tijdens de oorlog.
Het management was tijdens de oorlog voornamelijk centraal georganiseerd. Zelfs na 1941, toen het presidentieel systeem door de verwante bedrijven geadopteerd werd, was de Chief Executive Director van Honsha nog steeds het hoofd van de raden van bestuur, met uitzondering van Sumitomo Bank en enkele anderen. Buiten zijn functie als holding company, was Sumitomo Honsha direct geëngageerd in mijnbouw, landbouw, bosbouw, en de verkoop van zijn eigen producten. De meeste van deze activiteiten vielen onder de directe controle van Honsha.
In 1944 werden de mijn-activiteiten toevertrouwd aan Sumitomo Mining Company, maar Honsha bleef verantwoordelijk voor winst of verlies. Het beheer van de bossen in het Shikoku gebied werd toevertrouwd aan hetzelfde bedrijf, maar de bossen in Hokkaidō, Kyūshū, en Korea werden direct beheerd door Honsha tot op het einde van de oorlog.
Aan het einde van de Tweede Wereldoorlog bezat Sumitomo:
- vijftien direct gecontroleerde bedrijven;
- zes quasi gecontroleerde bedrijven;
- vier speciaal verbonden bedrijven.

Dit maakte samen een totaal van 25 verwante bedrijven, waarvan 10 bekendstonden als munitiebedrijven. Het totale opgelegde kapitaal van deze 25 bedrijven was 1 241 miljoen yen, met een totaal van 29 329 000 aandelen. 28,8% van dit kapitaal werd ingebracht en 32,5% van de aandelen behouden door Sumitomo Honsha en de Sumitomo familie.

#### Einde van de zaibatsu en daaropvolgende activiteiten van voormalige Sumitomo bedrijven
Na de val van de Zaibatsu, werkte Sumitomo Honsha niet meer als holding company en de subsidiaire en verwante bedrijven werden onafhankelijk. Deze verdwijning van de Honsha controle bracht grote veranderingen met zich mee; de aandelen van de verwante bedrijven werden onder andere sterk verminderd.
Na de oorlog waren basisindustrieën, zoals steenkoolmijnen en kunstmestbedrijven, de eerste om zich te herstellen; gevolgd door metaal, elektrische machines, metaalmijnen en andere industrieën. Deze herstelling was op dezelfde hoogte als het nationale economische rehabilitatie programma, dat voorrang verleende aan zware industrie, terwijl magazijnen en vlakglas-bedrijven ook een grote opleving kende. Deze industrieën waren nu groter geworden dan het oorspronkelijke rehabilitatie plan.

#### Val van Honsha
In mei 1947 was een groot deel van de aandelen overgebracht naar de Holding Company Liquidation Commission. De overdracht van de mijnbouwafdeling van Honsha naar Sumitomo Mining Company was toegestaan in mei 1947. Terwijl de afdelingen van agricultuur en bosbouw in januari 1948 de toestemming kregen om verschillende nieuwe bedrijven op te richten.
Op 28 mei 1948 stopte Honsha en daarmee eindigde vierhonderd jaar geschiedenis van Sumitomo familie controle. Bij de stopzetting van Honsha werden de volgende zes bedrijven opgericht:
- Hokkai Agriculture and Forestry;
- Shikoku Forestry;
- Kyushu Agriculture and Forestry;
- Tokai Agriculture and Forestry;
- Fuso Agriculture and Forestry;
- Hyogo Agriculture and Forestry.

De laatste drie werden samengevoegd in December 1948 en kregen de naam Fuso Agriculture and Forestry Company met een kapitaal van 7 500 000 yen.
In februari 1951 absorbeerde Kyushu Agriculture and Forestry, Fuso en Hokkai en kreeg de nieuwe naam Toho Agriculture and Forestry Company Ltd. Sumitomo Forestry Corporation Ltd. werd in januari 1955 opgericht door de samenvoeging van Toho Agriculture and Forestry met Shikoku Forestry.
Met betrekking tot het onroerend goed was het originele plan om het onroerend goed te gebruiken als betaling voor passiva van Sumitomo Honsha, maar met de toestemming om de reorganisatieplannen te veranderen, werd Izumi Real Estate Company opgericht in December 1949 met een kapitaal van twintig miljoen. Sumitomo Shoji Kaisha Ltd. nam de activiteiten van de verkoopafdeling over. Het Ôsaka Sumitomo Hospital, bestuurd door Sumitomo Honsha, werd onafhankelijk en kreeg de nieuwe naam New Ôsaka Hospital.

#### Verandering van controle over voormalige Sumitomo bedrijven
De gezamenlijke waarden van de aandelen van dertien bedrijven was voor de oorlog 16 790 miljoen yen en daalde naar 968 miljoen op het einde van de oorlog. De uitbreiding in kapitalisatie was het resultaat van herhaalde kapitaalverhogingen in het verloop van de naoorlogse heropbouw. In vergelijking met de uitgebreide waaier van bedrijven, was de verhoging van het kapitaal eerder matig wanneer men de devaluatie van de valuta waarde gedurende verschillende zakelijke overeenkomsten in achting nam.
De verandering van eigenaar was belangrijker dan de totale kapitaalshoeveelheid. De Sumitomo familie en Sumitomo Honsha bezaten 32.5% van de aandelen van principiële verwante bedrijven op het einde van de oorlog, maar deze aandelen waren overgedragen naar het gewone publiek door de Holding Company Liquidation Commission.
De hoofdaandeelhouders waren effectenbedrijven, banken en vertrouwens- en verzekeringsmaatschappen. Hun doel was investering van fondsen, in plaats van management controle. Het aantal procent van aandelen, behouden door verschillende Sumitomo bedrijven hadden weinig achteruitgang gekend sinds de val van Honsha. Een ander gevolg was echter dat de Zaibatsu controle – door middel van eigenaarschap van aandelen – verdween en alle bedrijven onafhankelijk werden bestuurd.
De controle van Sumitomo Honsha over de verwante bedrijven werd uitgeoefend door:
- eigenaarschap van aandelen en gelijktijdige deelname van executive posts door bestuurders van Honsha;
- verenigde controle van fondsbronnen;
- handhaving van nauwe relaties tussen verwante bedrijven.

De meest karakteristieke eigenschap was de strikte controle over het personeel van de verwante bedrijven. In de naoorlogse periode na de stopzetting, werden de persoonlijke zaken van opvolgers onafhankelijk beslist. De Sumitomo bedrijven waren erg afhankelijk van de Sumitomo Bank tijdens de oorlog voor een groot stuk van hun leningen. Na de oorlog vergrootte de afhankelijkheid van overheidssubsidies aanzienlijk, terwijl de afhankelijkheid van de Sumitomo Bank daalde. Hoewel de bedrijven elk onafhankelijk werkte, bleven de vriendelijke relaties met de Sumitomo Bank behouden.

#### Ontwikkeling van voormalige Sumitomo bedrijven
Sumitomo Metal Industries scheidde zich in 1950 af en maakte al zijn zijtakken onafhankelijk, zoals de melkveehouderij (dit begon men te besturen na de oorlog). Het herstelde zijn vooroorlogse welvaart in de productie van staal, stalen buizen en koperen producten. Het bedrijf absorbeerde Kokura Steel Manufacturing Corporation in 1953 en legde daarmee een basis voor het geïntegreerd productieproces van ijzererts naar stalen producten.
Sumitomo Electric Industries Ltd. en Nippon Electric Company speelde dankzij hun uitgebreide en hoge kwaliteitstechnieken een leidende rol in de reconstructie en uitbreiding van communicatie faciliteiten in de Japanse economie.
Sumitomo Machinery Company hield zich bezig met de vele fases in de chemische industrie, waarvan de massaproductie van ammonium sulfaat, fosfaat en andere kunststoffen een aantal voorbeelden waren. Andere voorbeelden waren ureum kunstmest, kleurstoffen, farmaceutische producten en industriële en agriculturele chemicaliën. Daarnaast slaagde het bedrijf er ook in om zaken te doen met Sumitomo Aluminium Reduction Company.
Nippon Sheet Glass Company was de representatieve producer van zijn vakgebied en de opbouw van de Maizuru plant hielp bij te dragen aan de uitbreiding van Japans vlakglas industrie.
Sumitomo Mining Company splitste na de oorlog op in twee afdelingen: steenkoolmijnen en metaalmijnen. De eerste werd Sumitomo Coal Mining Company genoemd en de tweede Sumitomo Metal Mining Company. Deze laatste zou zich later ook engageren in de kopermijn industrie met de kopermijn van Besshi als zijn centrum. Ze bliezen ook weer leven in de goudmijnen van Kohnomai. Sumitomo Bank behield zijn positie als eersteklas bank met betrekking tot deposito en leningen.
Sumitomo Trust and Banking Company nam na de oorlog buiten vertrouwelijke transacties ook bankzaken op zich. Sumitomo Life Insurance Company reorganiseerde zich op basis van wederzijdse hulp. Sumitomo Marine and Fire Insurance Company toonde een voortdurende stijgende welvaart en behield zijn prominente positie in zijn vakgebied. De magazijnen bloeide, in weerwil van een algemene daling in beschikbare ruimte door luchtaanvallen, op met een stijging in transacties. Sumitomo Shoji Kaisha speelde een actieve rol in buitenlandse ruilhandel.

#### Relaties met buitenlandse bedrijven
Vroegere relaties bloeide met succes terug op. De vooroorlogse aandeelhoudersrelaties van zowel Sumitomo Electric Industries Ltd. en Nippon Electric Company met International Standard Electric Corporation werden terug tot leven gebracht in 1951. Libbey—Owens Sheet Glass Corporation werd in 1949 opnieuw aandeelhouder van Nippon Sheet Glass Company. De participatie werd opgevolgd door een afzending van ambtenaren als afgevaardigden van International Standard Electric Corporation naar Sumitomo Electric Industries en Nippon Electric Company.
Sumitomo Electric Industries rondde de technische samenwerkingsovereenkomst af met Western Electric Corporation; ondertekende een overeenkomst met International Standard Electric Corporation over de productie van kabels en tekende een contract met American Electro Metal Corporation voor technische ondersteuning vanwege de gecementeerde wolfraamcarbide legeringen. Nippon Electric Company werkte samen met Radio Corporation of America en Electric and Musical Company Industries Ltd. in Groot-Brittannië in verband met de communicatie applicaties. Het bedrijf werkte ook samen met American Electro Metal Corporation in verband met de poedermetallurgie. Nippon Sheet Glass Company verlengde zijn voormalige vriendschappelijke banden met Libbey—Owens Sheet Glass Corporation en verkreeg de techniek van haarden bouwen en sloot een contract voor technische samenwerking over nieuwe producten.
Sumitomo Chemical Company sloot een samenwerkingscontract met American Cyanamid Corporation en zijn verwante bedrijf Chemical Construction Corporation, in verband met ureum, sulfaatacid, melamine hars en agriculturele chemicaliën. Sumitomo Metal Industries Ltd. verkreeg het technische patent recht over nodulair gietijzer van Canadian Nickel Product Ltd. Het bedrijf induceerde de techniek van poeder metallurgie van American Electro Metal Corporation en sloot een overeenkomst met Transit Research Corporation over een speciale, snelle, verkoelende methode van grote, koperen afgietsels.

## Bedrijven van Sumitomo
- Sumitomo Chemical Corporation, Ltd.
- Sumitomo Heavy Industries, Ltd.
- Sumitomo Mitsui Banking Corporation
- Sumitomo Metal Industries, Ltd.
- Sumitomo Metal Mining Corporation, Ltd.
- Sumitomo Corporation
- Sumitomo Mitsui Trust Bank, Limited
- Sumitomo Life Insurance Corporation
- The Sumitomo Warehouse Corporation, Ltd.
- Sumitomo Electric Industries, Ltd.
- Mitsui Sumitomo Insurance Corporation, Ltd.
- Nippon Sheet Glass Corporation, Ltd.
- NEC Corporation
- Sumitomo Realty & Development Corporation, Ltd.
- Sumitomo Osaka Cement Corporation, Ltd.
- Sumitomo Light Metal Industries, Ltd.
- Sumitomo Mitsui Construction Corporation, Ltd.
- Sumitomo Bakelite Corporation, Ltd.
- Sumitomo Forestry Corporaton., Ltd.